# 乌尔秃布
乌尔秃布，又译乌尔土布、乌尔土木，蒙古帝国时期朵豁剌惕部首领。
蒙古夺取天山南北后，受察合台之封，获得天山以南的大片土地，名为曼噶赖·苏雅（曼尕赖·苏雅），意为“向阳区”。北达伊塞克湖，西抵费尔干纳盆地，东至喀喇沙爾。被成吉思汗封为异密（官人），赐予七种特权，其中提到可以用铃鼓、土绵纛。在敕令中，其名前冠以“蒙兀儿（蒙古）兀鲁思之首（萨尔达）”的称号。